# Kupang (Pakem)
Kupang is een bestuurslaag in het regentschap Bondowoso van de provincie Oost-Java, Indonesië. Kupang telt 3428 inwoners (volkstelling 2010).